# Zalužje (Bratunac)
Pour les articles homonymes, voir Zalužje.
Zalužje (en serbe cyrillique : Залужје) est un village de Bosnie-Herzégovine. Il est situé dans la municipalité de Bratunac et dans la république serbe de Bosnie. Selon les premiers résultats du recensement bosnien de 2013, il compte 237 habitants.

## Démographie

### Répartition de la population (1991)
En 1991, le village comptait 624 habitants, répartis de la manière suivante :